# Puriss
Puriss (kortform av latinets purissimus: ytterst ren), är renhetsbeteckning för kemikalier för analytiskt arbete och kvalificerade synteser. Klassningen kräver att de får innehålla högst 1 % föroreningar, varav maximalt 0,05 % icke flyktiga beståndsdelar.
De specifikationer som anger föroreningar (föroreningar, mineraler, spårämnen) uttrycks som kvantiteten i procent, promille, ppm (miljondel) eller ppb (delar per miljard). Det måste dock framgå om det är en volymkoncentration, massförhållande eller en relativ molfraktion.
Kemiska ämnen handlas oftast i olika renhetsklasser. Den exakta specifikationen är beroende av tillverkare och substans. Till ämnets fogas följande tillägg (i ökande renhetsgrad):
1. rå (även crudum, crd.),
2. tekniskt,
3. för syntes,
4. ren (purum),
5. ren (purissimum, puriss.),
6. för analys (även ren, z. A., pa = analytisk kvalitet eller reagenskvalitet).

Dessa villkor och deras ordning har en lång tradition, även om de inte är standardiserade ännu och tillämplig renhetsgrad anges av tillverkaren i enlighet med den avsedda användningen. De ökade kraven på modern spåranalys har fått tillverkare att utveckla nya renhetsgrader som Trace Select (Fluka) eller Suprapur (Merck).

## Purum
Purum (latin: rent) är renhetsbeteckning för kemikalier för allmänt laboratoriebruk och industriellt bruk. De får högst innehålla 3 % föroreningar, varav maximalt 0,5 % icke flyktiga beståndsdelar.